# هاجيمي سيكي
هاجيمي سيكي هو سياسي ياباني، ولد في 26 سبتمبر 1873 في مقاطعة إزو في اليابان، وتوفي في 26 يناير 1935 في تنوجي-كو في اليابان بسبب حمى التيفوئيد. انتخب member of the House of Peers ‏ (1934 – ) وانتخب mayor of Osaka ‏ (1923 – ).